# جنیفر گروت
جنیفر گروت (به انگلیسی: Jennifer Grout) خواننده، و مدل (زادهٔ ۲۱ می ۱۹۹۰ در میزا، آریزونا) اهل ایالات متحده آمریکا است.

## زندگی‌نامه
والدین او نوارنده سازهای کلاسیک بودند و به همن دلیل او از کودکی با موسیقی آشنا شد و توانست در همان سنین نواختن پیانو و ویولون را یاد بگیرد. در اواسط تحصیل در دانشگاه با موسیقی عربی آشنا و به آن علاقه‌مند شد و شروع به گوش دادن آهنگ‌های خوانندگان مشهور دنیای عرب از جمله فیروز (خواننده) و ام کلثوم (خواننده) کرد. وی در ادامه شروع به یادگیری و آواز خواندن به زبان عربی و هم‌زمان با آن عود (ساز) با چند معلم در مونترال کرد. او پس از اتمام تحصیل در دانشگاه به مراکش سفر کرد و بلافاصله عاشق فرهنگ، زبان و موسیقی آنجا شد و با یک نوازنده اهل مراکش آشنا شد و ازدواج کرد و با او شروع به یادگیری موسیقی (Amazigh(Tashelhit و خوانندگی و نوازندگی در میدان معروف جامع الفنا در مراکش کرد. جنیفر گروت در سال ۲۰۱۳ در برنامه اربز گات تلنت در بیروت، لبنان شرکت کرد و آوازهایی از ام کلثوم (خواننده) و اسمهان را اجرا کرد و موفق به کسب مقام دوم شد. جنیفر گروت در سال ۲۰۱۴ (۱۳۹۳ خورشیدی) در ۲۳ سالگی به اسلام گروید. وی در دسامبر سال ۲۰۱۹ ویدئویی در فضای مجازی منتشر کرد که در حال قرائت آیات قرآن است. این قرائت واکنش متفاوتی به همراه داشت و به شکل گسترده‌ای در شبکه‌های اجتماعی بازنشر شد.
او علاوه بر خوانندگی و فعالیت موسیقایی در عرصه مدلینگ نیز فعالیت دارد و هم‌اکنون در ورمانت زندگی می‌کند.

## تحصیلات
او ابتدا در مدرسه موسیقی لانگ و سپس در مدرسه هنرهای والوت هیل، هر دو در منطقه بوستون تحصیل موسیقی کرد. سپس برای ادامه تحصیل به کانادا رفت و در سال ۲۰۱۲ در دانشگاه مک‌گیل مونترال موفق به اخذ مدرک لیسانس در آواز کلاسیک شد.

## آهنگ‌ها
جنیفر گروت دارای چند آهنگ است که عمدتاً به زبان بربر که زبان یک قوم بومی مراکشی است خوانده شده‌است.
- Amz Lkhatm(حلقه را بگیر)
- Nttbla(ما به هم وابسته ایم)
- Merhba(خوش آمدی)
- امروز چطوری